# La La La (Never Give It Up)
La la la (Never Give It Up) – pierwszy singiel w historii szwedzkiej piosenkarki o pseudonimie September. Singiel pilotował album o takiej samej nazwie jak jego twórczyni czyli September. Piosenka dotarła do ósmego miejsca na szwedzkiej liście przebojów.